# Francisco Limardo
	Francisco Alberto Limardo Gascón (Ciudad Bolívar, 27 de marzo de 1987) es un deportista venezolano que compite en esgrima, especialista en la modalidad de espada. Es hermano de los también esgrimidores Rubén Limardo y Jesús Limardo.
Ganó una medalla de bronce en el Campeonato Mundial de Esgrima de 2023, en la prueba por equipos.

## Palmarés internacional
| Campeonato Mundial | Campeonato Mundial | Campeonato Mundial | Campeonato Mundial |
| Año                | Lugar              | Medalla            | Prueba             |
| ------------------ | ------------------ | ------------------ | ------------------ |
| 2023               | Milán (Italia)     | Medalla de bronce  | Espada por equipos |